# 塞耶河畔马洛库尔
塞耶河畔马洛库尔（法語：Malaucourt-sur-Seille，法語發音：[malokuʁ syʁ sɛj]）是法国摩泽尔省的一个市镇，位于该省西南部，属于萨尔堡-萨兰堡区。

## 地理
塞耶河畔马洛库尔（48°50'28"N, 6°21'32"E）面积7.17 平方千米，位于法国大東部大區摩泽尔省，该省份为法国东北部内陆省份，是洛林的一部分，西南接默尔特-摩泽尔省，东临下莱茵省，北与卢森堡和德国接壤。
与塞耶河畔马洛库尔接壤的市镇（或旧市镇、城区）包括：阿尔赖埃和昂、塞耶河畔欧努瓦、福雪、雅洛库尔、勒蒙库尔、马努埃。

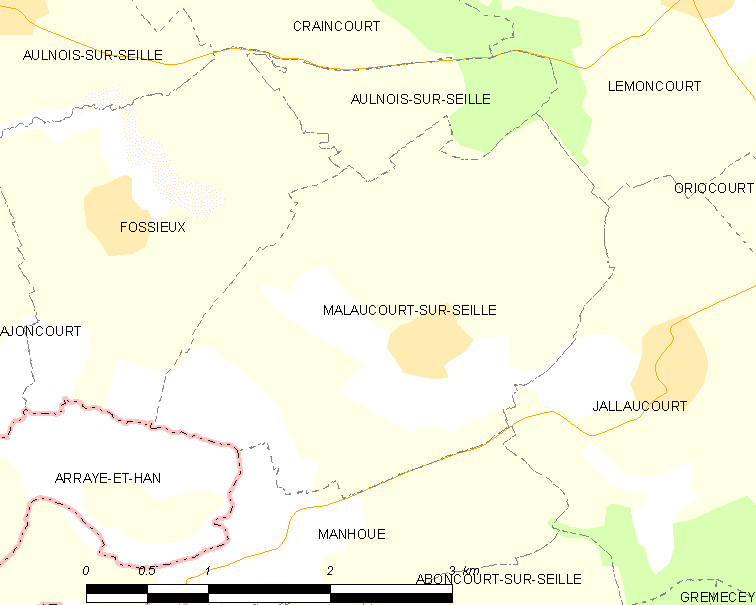
塞耶河畔马洛库尔的OSM定位图

塞耶河畔马洛库尔的时区为UTC+01:00、UTC+02:00（夏令时）。

## 行政
塞耶河畔马洛库尔的邮政编码为57590，INSEE市镇编码为57436。

## 政治
塞耶河畔马洛库尔所属的省级选区为索努瓦县。

## 人口

1962-2008年间塞耶河畔马洛库尔人口变化图示

塞耶河畔马洛库尔于2022年1月1日时的人口数量为131人。